# العمل الاجتماعي في الصحة العامة (مجلة)
مجلة العمل الاجتماعي في الصحة العامة (بالإنجليزية: Social Work in Public Health)‏ هي مجلة علمية مُحكمة، تصدر كل شهرين وتغطي مجالات العمل الاجتماعي من حيث صلته بالصحة العامة. تأسست في عام 1989 باسم مجلة السياسة الصحية والاجتماعية، وحصلت على اسمها الحالي في عام 2007. وينشرها من روتليدج للنشر، ورئيسا تحريرها هما، مارفن فيت (جامعة ولاية نورفولك) وستانلي باتل (جامعة سانت جوزيف). وفقًا لتقارير الاستشهاد بالمجلات الأكاديمية، فإن عامل التأثير للمجلة لعام 2016 هو 0.604، حيث صنفها في المرتبة 32 من أصل 40 مجلة في فئة "العمل الاجتماعي" والمرتبة 141 من أصل 145 في فئة "الصحة العامة والبيئية والمهنية".